# Albula glossodonta
Espèce
Statut de conservation UICN

 VU A2bcd : Vulnérable
Albula glossodonta est une espèce de poisson de la famille des  Albulidés vivant dans l'Océanie.